# Букурешки мир 1812.
Букурешки мир 1812. је назив за споразум, закључен 28. маја 1812. у Букурешту којим је завршен Руско-турски рат 1806—1812, који је имао велики утицај на положај устаничке Србије. Мир је склопљен после Кутузовљевих војних успеха, пред директном претњом Наполеонове инвазије Русије. Русија је добила Бесарабију, а Турској је препустила Влашку и Молдавију.
Преговори су иницирани од стране везира Ахмед Паше који је после битке са русима код Рушчука 1811. године био опкољен са 36.000 војника на левој обали Дунава и није могао да се повуче. Преговори су званично почели октобра месеца у Ђурђеву.
Да би скратила преговоре Русија је ограничила своје захтеве према Турској. То је утицало на све услове, а нарочито на одредбе које говоре о Србији (чл.VIII). Предвиђена је општа амнестија, враћање градова Турској с правом да у њима држи гарнизоне с артиљеријом и другом опремом, док се утврђења подигнута у време Првог српског устанка морају порушити уколико нису потребна Турској. Требало је да се Порта договори с народом о његовом обезбеђењу од угњетавања од турских гарнизона. Порта је обећала Србима иста права која имају њени поданици на острвима Архипелага и другде, а да им „испољавајући великодушност“, даје унутрашњу управу и повластицу да сами прикупљају данак, с тим да се о свему овом Порта договара са српским народом.
Преко опуномоћеног делегата Карађорђе је поручио да је склопљени мир веома опасан за српски народ, а нарочито тачка која тражи предају градова и топова. Он је покушавао да поведе преговоре са Турцима да би добио у времену.
Одредбе мира су, ипак, биле веома повољне за српске устанике у условима када је Русија била принуђена да се брани од Наполеонове инвазије. Међутим, Карађорђе је одбио мир и 8. тачку, што је било потпуно политички неприхватљиво. Карађорђе није схватао ситуацију у Европи, није разумео да је ослањање на Русију потребно не само у ослобађању Србије, него и када је сила заштитница приморана да делује и другачије. Карађорђе није разумео да се до независности долази и другим начинима, као што је дипломатија и временски постепено. Карађорђе је хтео наставак оружане борбе. Када је видео да је то немогуће, Карађорђе је на несхватљив начин напустио устанике и отишао у Земун. Одлазак Карађорђа је деморалисало народ и све устанике. Турска је радосно дочекала такав став Карађорђа и ослобођена рата с Русијом, подузима рат против Србије са изговором да Срби нису испунили одредбе Букурештанског мира. То доводи до слома Првог српског устанка 1813.
На Карађорђеву одлуку да одбаци одредбе мировног споразума утицала је и двострука игра Русије, која је одредбе споразума дуго крила од Карађорђа, са којим је упоредо планирала Јадранску експедицију где би руска Дунавска армија на челу са генералом Чичаговљевим и српским, црногорским и херцеговачким устаницима напала турску војску на положајима у Босни и Херцеговини. Руски план је био да овим здруженим нападом изађу на Јадранско море и тамо се сукобиле са армијом Наполеона, чиме би фронт на коме би се водиле борбе склонила са своје границе.
Букурештански споразум је први међународни уговор у српској историји у коме се модерна Србија као субјект помиње, чиме је царска Русија Србију увела у међународну заједницу. Све што је после њега дошло, иако је Српски устанак војнички пропао, представља разраду и реализацију Букурештанског споразума. Сва права која су Срби касније постепено добијали налазе се у овом уговору. Устанак 1804. и члан 8. Уговора, као што ће историја касније потврдити, су темељ српске државности. Да није било Русије и Букурештанског уговора 1812. не би Срби добили самоуправу после Другог српског устанка 1815, нити би дошло до аутономије 1829. на Једренском миру, и касније, независности Србије 1878. године. Иза свих ових међународних уговора стајала је Русија, директно у служби српских интереса.
Остали чланови уговора (16 чланова и додатак од два тајна члана) регулишу руско-турске односе, амнестију за учеснике у рату, разграничење, слободну пловидбу Дунавом, потврђују раније уговоре и конвенције, повластице за руске трговце и сл. У дипломатској историји Русије одредбе Букурешког мира оцењују се као веома повољне.